# 觀測氣球

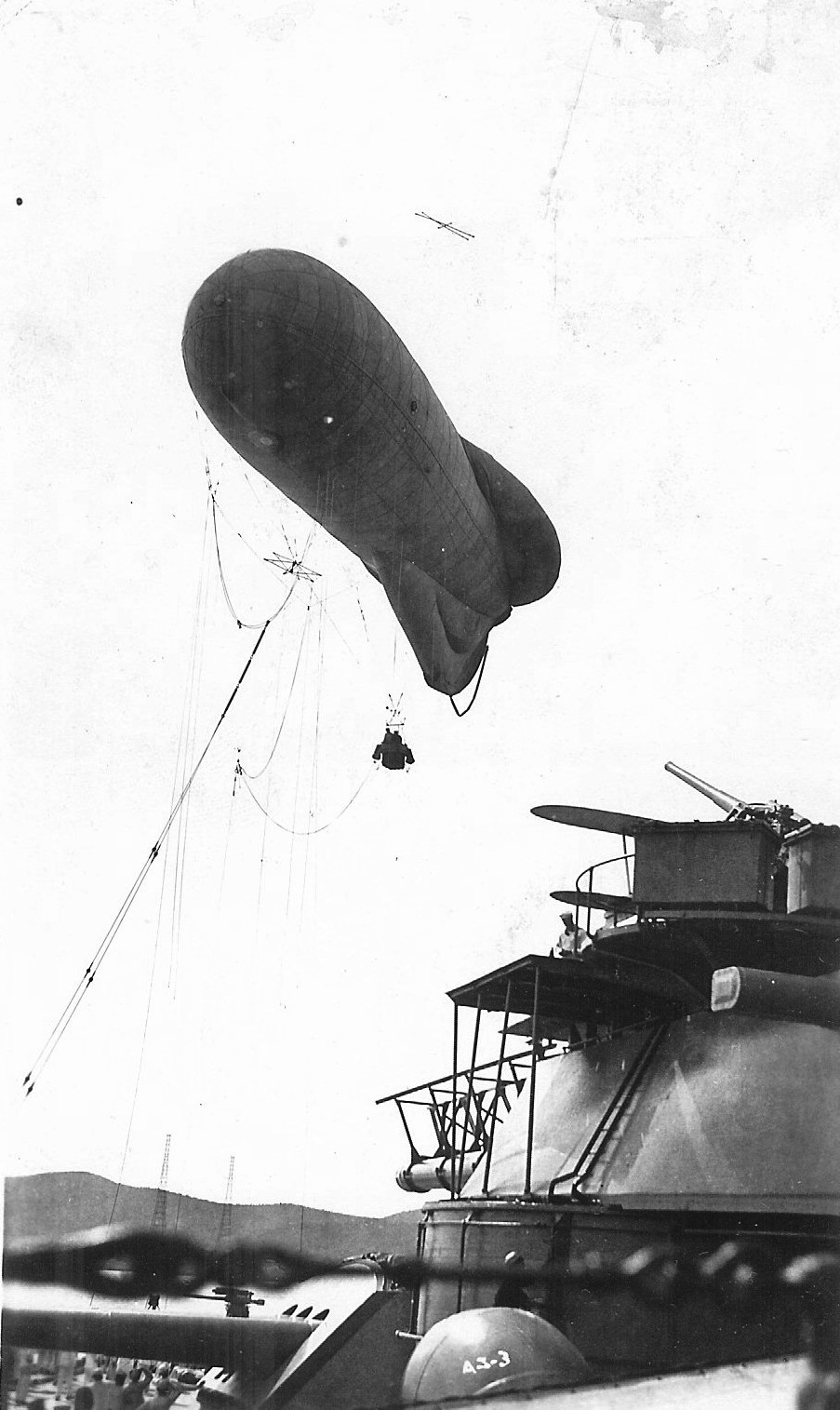
亞利桑那號的觀測氣球。

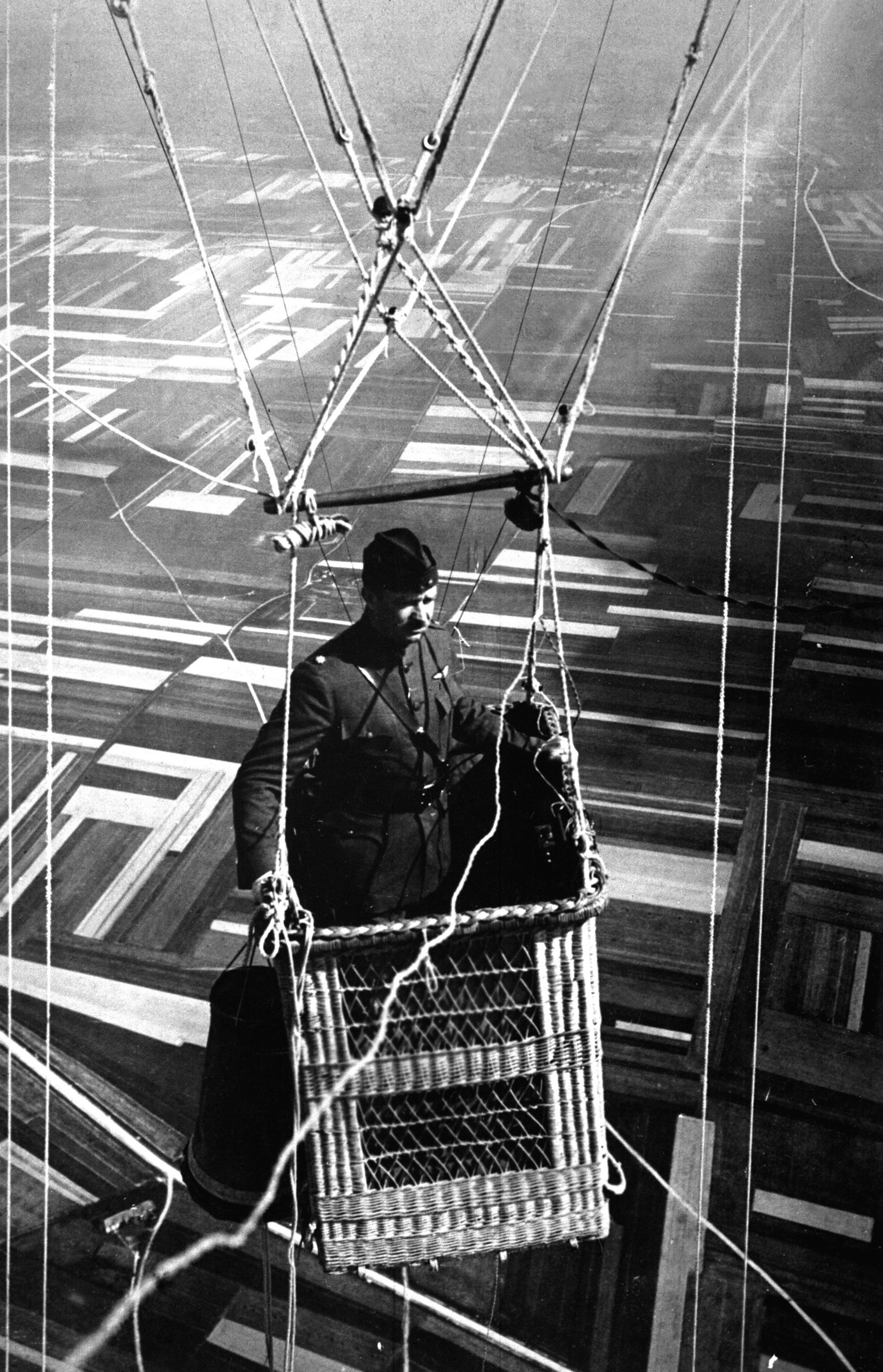
第一次世界大戰期間，觀察氣球籃子中的特寫

觀測氣球是一種用來查探軍事情報或搭載砲兵觀察員的氣球，也被称作侦察气球、间谍气球或监视气球。期間它們於法國大革命戰爭時期開始使用，第一次世界大戰期間達到其頂峰，然而，它們到今天仍有有限度的使用。
觀測氣球早期以氫氣填充。1880年間，一名法國上校，勒納爾用了一輛拖車來開發觀測氣球的移動系統。1914年，法國著名工程師阿爾貝‧卡科設計了更符合空氣動力學的模型，得效能大大提高。1914年至1918年，第一次世界大戰期間，不論是同盟國還是德國，都有使用觀測氣球，而其位置一般為前線後面幾英里。當觀測氣球受到攻擊時，其中的觀察員經常使用降落傘來撤離他們的氣球。為了避免氫氣爆炸可能做成的後果，觀測氣球於第一次世界大戰後往往填充非易燃的氦氣。
通常情況下，氣球會被拴在連接到絞盤的鋼纜之上，再將其送至所需的高度，通常高於3,000英尺（914.4公尺），並於觀察結束時拉回。

## 歷史
第一個用於軍事的觀測氣球是法國大革命戰爭期間由法國航空兵團在弗勒呂斯戰役升空。最古老而又尚存的觀測氣球名為勇敢，現存於維也納博物館中。南北戰爭中雙方皆有使用，普法戰爭期間亦有繼續使用。
1867年7月8日，巴拉圭戰爭中一名阿根廷陸軍航空兵使用了一顆氣球。
1885年，皇家工程師在遠征貝專納和薩瓦金之時，首次部署觀測氣球。他們亦於第二次布爾戰爭中部署了一些觀測氣球讓砲兵觀察員乘坐。
第一次世界大戰是觀測氣球的頂峰。英軍雖然有19世紀後期在非洲使用觀測氣球的經驗，卻仍使用較落後的球形氣球。這種氣球很快就被開始意大利和後來法國的版本所取代，因為它們能飛得高之餘，亦能於惡劣天氣中操作。第一次世界大戰之時，火炮已發展至能向地面觀測人員看不到的地方開火。然而，高高在上的氣球能看到更多更遠。這使火砲能增加的其射程而不怕打傷友軍。氣球於海陸兩方面皆有部署，以：
- 觀察敵軍行動
- 定位敵軍潛艇
- 觀測火炮落點並作出修正指令

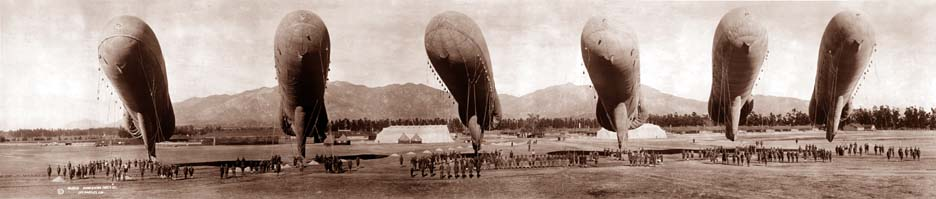
1919年的氣球

成語：“氣球升空了！”（英語：The balloon's going up!）表示觀察氣球的上升代表著一個準備的進攻轟炸。
英軍觀察氣球的例子有HMS馬尼卡及HMS海克特。
由於其作為觀測平台的重要性，氣球受到高射砲和巡邏戰鬥機的保護。攻擊觀察氣球是一個冒險的行動，但亦是一些飛行員津津樂道的挑戰。其中最成功的叫作氣球破壞者，包括比利時的威利‧可賓、德國的弗里德里希‧里特爾‧馮‧羅斯、美國的弗蘭克‧盧克等。
第一次世界大戰時期的觀察員，一開始廣泛使用降落傘，遠遠早於他們後來採用固定翼飛機。這種降落傘較接近原始型，一個裝著降落傘的袋子掛在氣球之上，其中的降落傘則靠繩子連接到觀察員的腰上。當觀察員從觀察氣球中跳出時，較短的導流罩線先被扯出，繼而是降落傘的主體。德國首先大規模採用這種類型的降落傘，後來英國和法國亦跟隨。
第二次世界大戰中觀測氣球亦有大批使用，主要是美國海軍用於反潛工作。

觀測氣球亦於冷戰期間起了相當的作用。例如，美國使用高空觀測氣球來監視蘇聯核試驗。
現時，伊拉克和阿富汗中美軍亦有使用觀測氣球。它們拴在附近的前哨基地，並以底部的攝像機進行觀測。

## 資料來源
1. ↑  流言終結者網站證明氫是興登堡悲劇的主要因素 （页面存档备份，存于）及興登堡號飛船原先設計使用氦氣，但當時美國禁止氦氣出口。
2. ↑  湯普森, 荷蘭. . 紐約: Grolier. 1920年: 243  [2009-09-08].
3. ↑  . Born of Dreams - Inspired by Freedom. U.S. Centennial of Flight Commission.   [2006年9月24日]. （原始内容存档于2007年10月25日）.
4. ↑  E. Charles Vivian. . A History of Aeronautics. 美國華盛頓州西雅圖市: The World Wide School. 1997-11  [2006-09-24]. （原始内容存档于2004-01-28）.
5. ↑  .   [2011-10-01]. （原始内容存档于2010-01-17）.
6. ↑  Kershaw, Andrew (editor) The First War Planes London Phoebus 1972 p46
7. ↑  . 華盛頓特區: 華盛頓政府印刷處. 1918-11-01  [2006-09-24]. O. N. I. Publication No. 46. （原始内容存档于2013-12-09）.
8. ↑  1931年5月 大眾機械 （页面存档备份，存于） 第一次世界大戰英國皇家海軍觀測氣球吊艙與外部袋的照片，德國首先大規模採用這種類型的降落傘，後來英國和法國亦跟隨。
9. ↑  Roy A. Grossnick, (编).  (PDF). Charles Cooney. 華盛頓特區: 海軍部 - 海軍歷史中心.   [2006-09-24]. （原始内容存档于2006-09-27）.
10. ↑  . 時代雜誌.   [2011-10-01]. （原始内容存档于2013-08-26）.
11. ↑  Pincus, Walter. . The Washington Post. 2009年8月20日  [2011年10月1日]. （原始内容存档于2019年11月10日）.

## 外部連結
- 皇家工程兵團博物館 皇家工程兵團和航空
- 皇家工程兵團博物館 （页面存档备份，存于） 早期的英國軍事氣球（1863年）